# Nothoprocta taczanowskii
Il tinamo di Taczanowski (Nothoprocta taczanowskii P.L.Sclater & Salvin, 1875)  è un uccello  della famiglia Tinamidae.

## Descrizione
Lunghezza: 32,5–36 cm.

## Distribuzione e habitat
La specie è diffusa sulla cordigliera delle Ande, dal Perù centrale e sud-orientale alla Bolivia (Dipartimento di La Paz).